# Delayedead
『delayedead』（ディレイデッド）は、2004年9月22日にリリースされたSyrup 16gの累計6枚目、インディーズ2枚目のアルバムである。

## 概要
第一期シロップ完結を謳い文句にリリースされた。1stアルバム『Free Throw』に収録された4曲や、それ以前に作られた曲を新録で収録している。コンセプト的に以前リリースした『Delayed』とコンセプトが似通っているため、そのタイトルをもじって付けた。五十嵐が前作「Mouth To Mouse」の出来に満足いかず、「まだ自分は毒が吐ける」ということを示したかったアルバムである。
レコーディング自体は短期間で完成したが、ジャケットに使われている飛行機のプラモデル製作に一番時間がかかったと五十嵐は語る。
なお、プラモを組み立てたのは中畑で、自室に篭って細かい部分の塗装まで施した。

## 収録曲
1. クロール
2. Inside out
  - 「COPY」リリース前に完全封印された幻の曲。ライヴ演奏のみであった為、音源としては全くの未発表であった。
3. Sonic Disorder
  - 初期音源Free Throwに収録された曲のリメイク版。同アルバムの「真空」と「明日を落としても」もリメイク版である。ライブでの演奏頻度も非常に高く、定番曲の一つでもある。本曲はライブでもこのリメイク版アレンジで演奏されており、イントロ部分がかなり長く演奏される傾向がある。
4. 前頭葉
  - 2000年4月30日に下北沢ClubQueで行われたハイラインレコードナイトvol.4の配布デモテープにて原曲を収録。
5. Heaven
  - 歌詞の一部が放送禁止用語になっているが、歌詞カードには歌詞の文字を変えて記載している。
6. これで終わり
7. 翌日
  - Free Throwの1曲目に収録されていた曲のリメイク。ビルの屋上で夕日をバックに歌うPVが新たに製作された。因みにこのPVの撮影をしていた時Syrupが所属するレーベルDAIZAWA RECORDSの社長の遠藤ダイマスを始め多くの人間が「五十嵐が落ちないかヒヤヒヤして撮った」と語っている。
  - Free Throwバージョンではボーカルパートのボリュームに難があったが、本作収録版はアレンジがほぼ同じながらもきちんとボーカルパートが聞き取れるようになっている。
8. I Hate Music
9. もういいって
10. 真空
11. エビセン
  - 元タイトルは「投薬」。
12. Breezing
  - 現時点で唯一の全英詞曲。
13. Good-bye myself
14. 明日を落としても
  - ハイライトレコードから発売されたファーストデモテープの1曲目を飾った作品。
  - 歌詞は「死にたいと思うことによって癒されている自分」という非常に深いテーマで描かれている。
  - アレンジは他のFree Throwリメイク曲が大きな変更を行わなかった中で唯一キーも演奏も大きく変更が行われ、ほぼ別物となっている。
  - ライブでは、佐藤脱退直前頃にはすでにこのdelayedead版のアレンジで演奏されていたことが確認されており、その後も本作版のアレンジでステージ演奏される。
15. きこえるかい